# Gabriel-Jules Thomas
Gabriel-Jules Thomas (n. 10 septembrie 1824, Paris, Franța – d. 7 martie 1905, Paris, Franța) a fost un sculptor francez.

## Biografie
Gabriel-Jules Thomas a câștigat Premiul Romei pentru sculptură în 1848 cu o statuie de ghips, Filoctet plecând la asediul Troiei. A fost membru al Academiei de Arte Frumoase din 1875 și a devenit profesor la École des Beaux-Arts din Paris. La 22 iunie 1896, a fost naș la căsătoria pictorului William Bouguereau cu a doua soție a acestuia, Elizabeth Jane Gardner.
A fost numit cavaler al Legiunii de Onoare în 1867, avansat ofițer în 1883 și ridicat la demnitatea de comandor la 5 aprilie 1903.
A murit la 7 martie 1905 la domiciliul său din rue de Seine nr. 13 situat în Arondismentul 6 din Paris și este înmormântat în cimitirul Montparnasse (diviziunea XII).

## Elevi

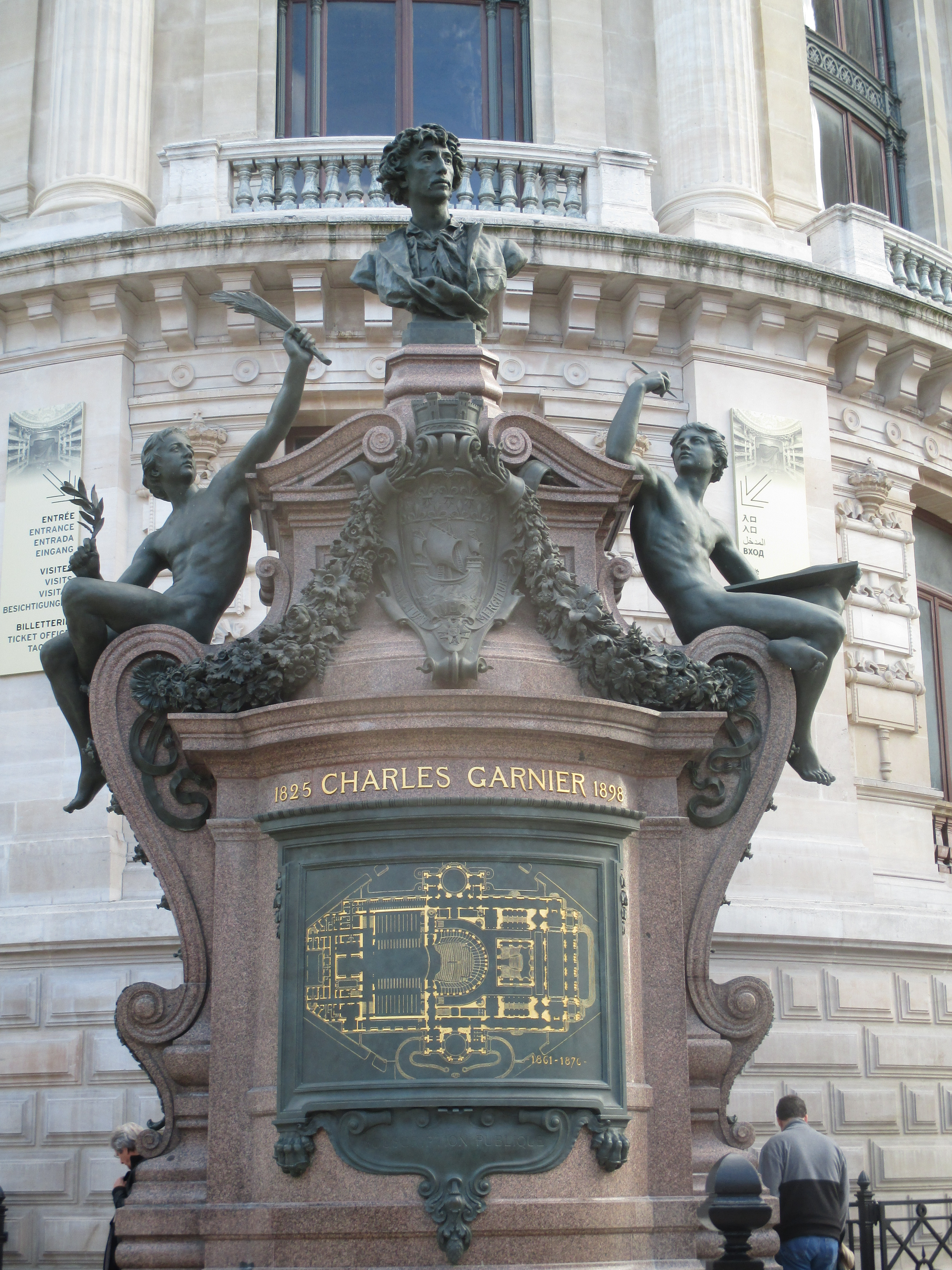
Monumentul lui Charles Garnier (1902) de la Opera Garnier din Paris. Statuile alegorice ale Gloriei și Desenului sunt realizate de Gabriel-Jules Thomas, iar bustul lui Garnier este opera lui.

- René Chassaigne (decedat în 1903).
- Paul-Gabriel Capellaro (1862-1956), primul Premiu al Romei în 1886.
- Charles Desvergnes (1860-1928), primul Premiu al Romei în 1889.
- Pierre-Félix Fix-Masseau (1869-1937), student în 1889.
- Émile Gaudissard (1872-1956), înregistrat în 1891, admis la 6 iulie 1896.
- Gaston Lachaise (1882-1935).
- Francis La Monaca (1882-1937), student în 1901.
- Émile Laporte (1858-1907), înainte de 1881.
- Louis-Aimé Lejeune (1884-1969).
- Jean Magrou (1869-1945), premiul II al Romei.
- Jean Mich (1871-1932).
- Paul Niclausse (1879-1958).
- Jacques Louis Robert Villeneuve (1865-1933).
- François-Louis Virieux (1877-1912).
- Dimitrie Paciurea (1873-1932).

### Relația cu Dimitrie Paciurea
În perioada studiilor sale de la Paris (1895-1899), Dimitrie Paciurea a frecventat cursurile Școlii naționale și speciale de Belle-Arte, unde l-a avut ca profesor pe Gabriel-Jules Thomas.
La Cabinetul de Manuscrise al Academiei Române se păstrează un certificat din 20 decembrie 1899 prin care directorul instituției, Paul Dubois, atestă că deși sculptorul Paciurea nu a fost elev al Școlii propriu-zise, el a studiat în mod regulat timp de patru ani sub conducerea lui Gabriel Thomas, șeful atelierului de sculptură. Aprecierile scrise ale lui Thomas la adresa lui Paciurea sunt elogioase: „Sunt foarte satisfăcut de acest elev, este foarte muncitor, face mari eforturi și trebuie să reușească” (Paris, 23 decembrie 1896); „Sunt foarte satisfăcut de acest elev, este bine dotat, foarte muncitor și merită să fie foarte încurajat” (Paris, 2 iulie 1898).
Influența dascălului francez asupra discipolului său nu a putut fi examinată suficient. După cum notează istoricul de artă Ion Frunzetti în monografia sa, „nu se știe cum sculpta acel Thomas, la care s-a dovedit un atât de asiduu și de silitor discipol ca să-i merite elogiile, pentru că e un nume care azi a dispărut din istoria artei”.

Lucrări de Gabriel-Jules Thomas
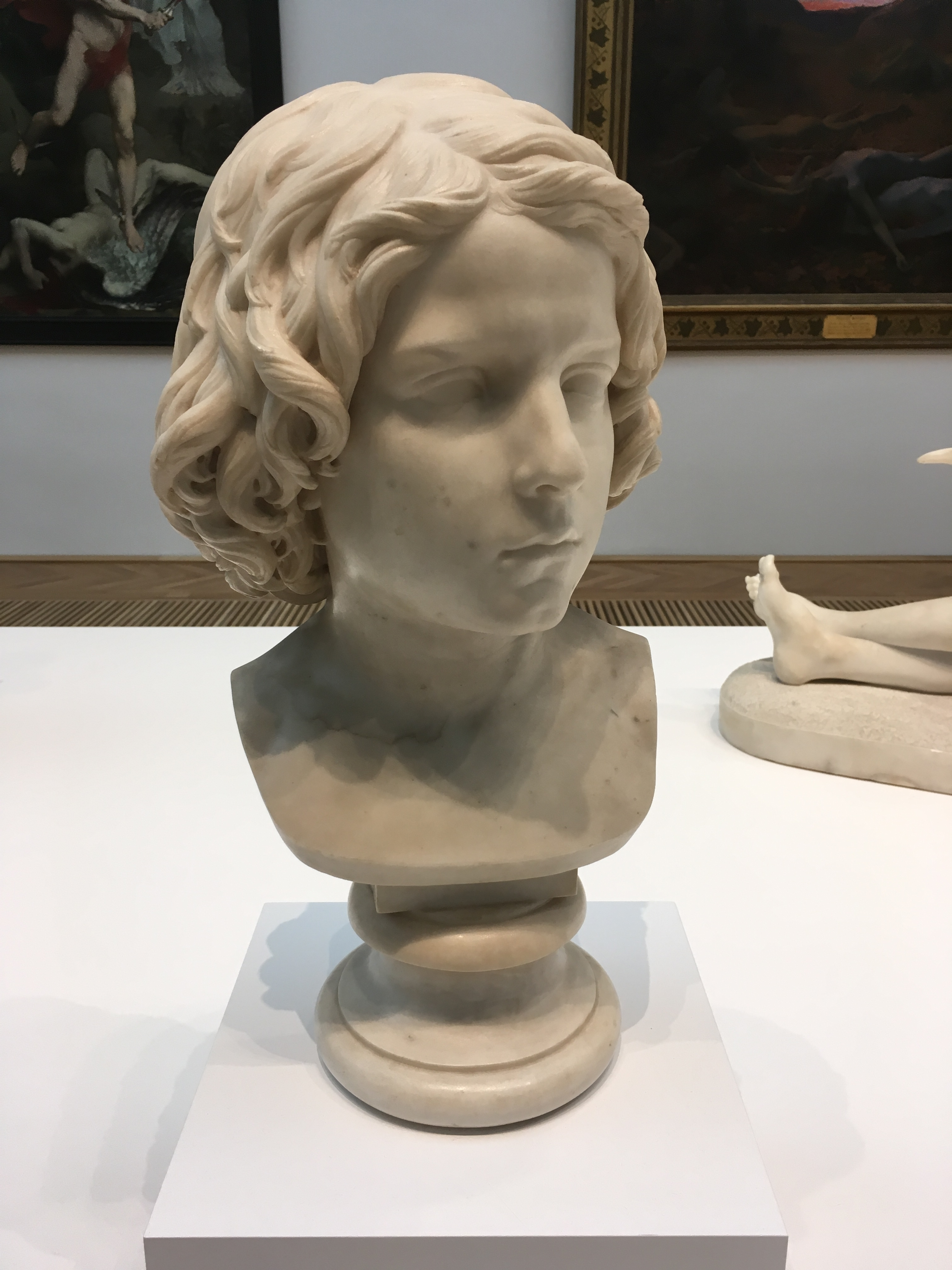
Attila, studiu de cap (1850), Muzeul de artă din Nantes.
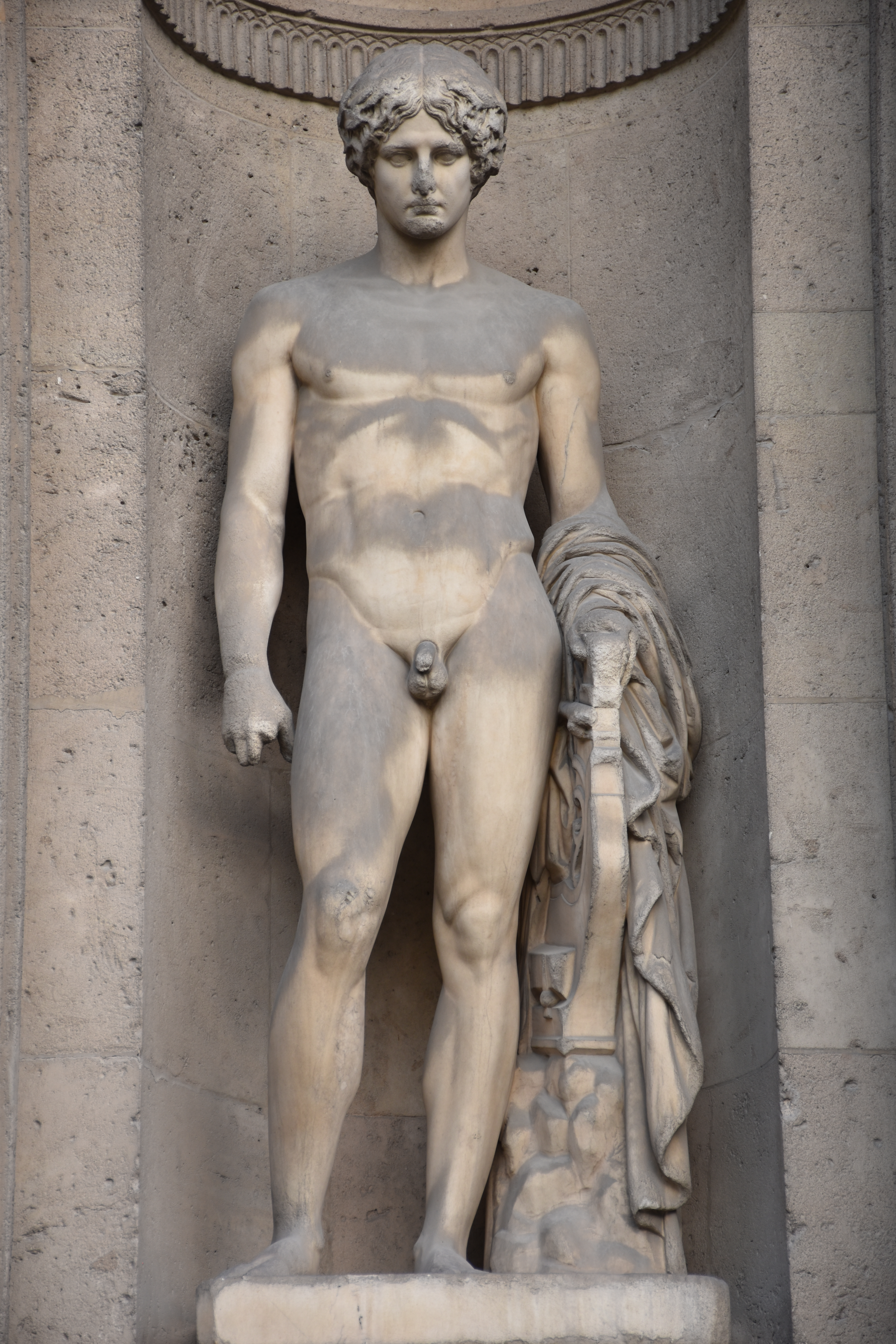
Orfeu (1854), Paris, Palatul Luvru, Cour carrée.
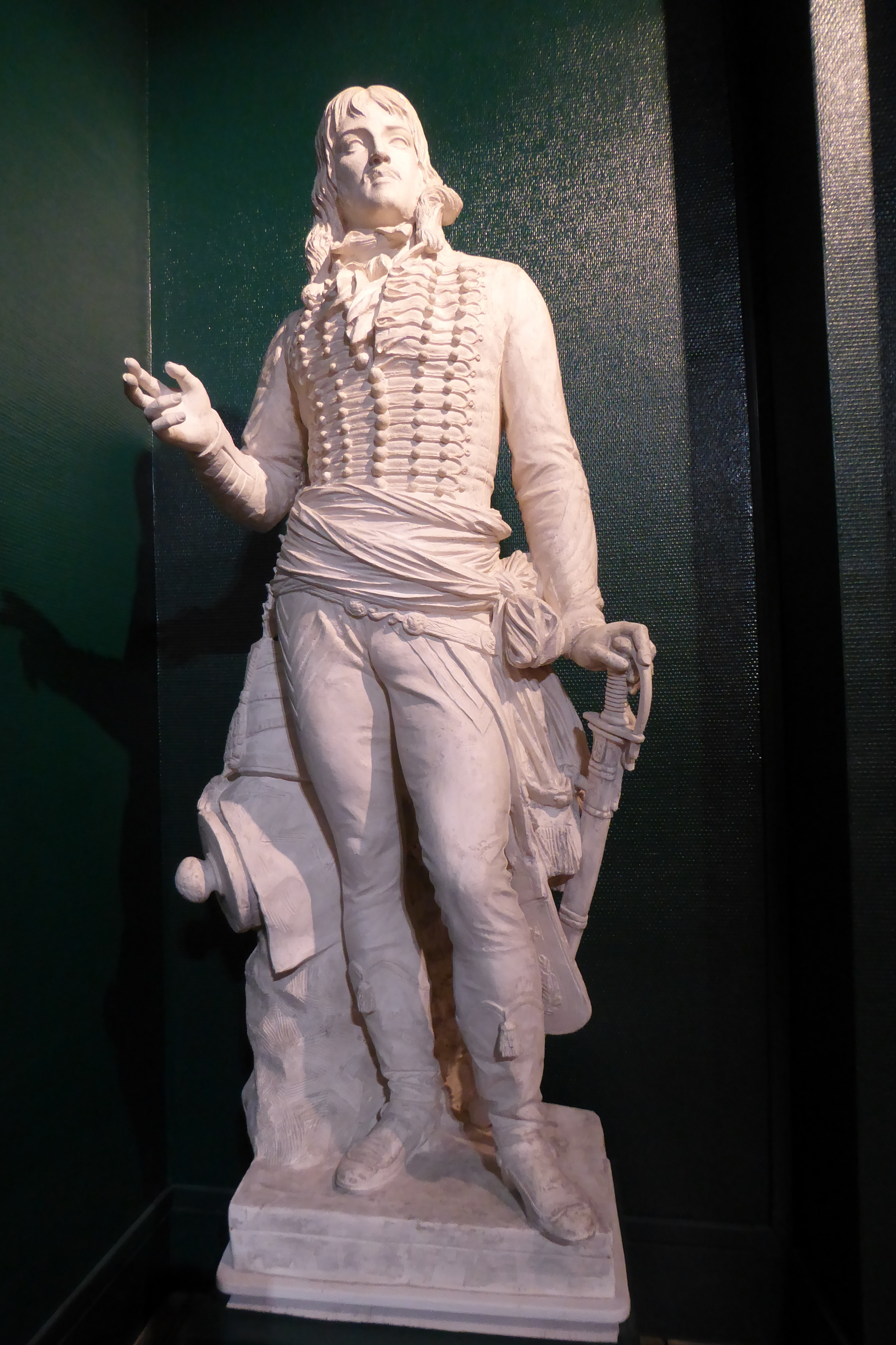
Generalul Marceau (circa 1854), model de ghips, Muzeul de arte frumoase din Chartres.
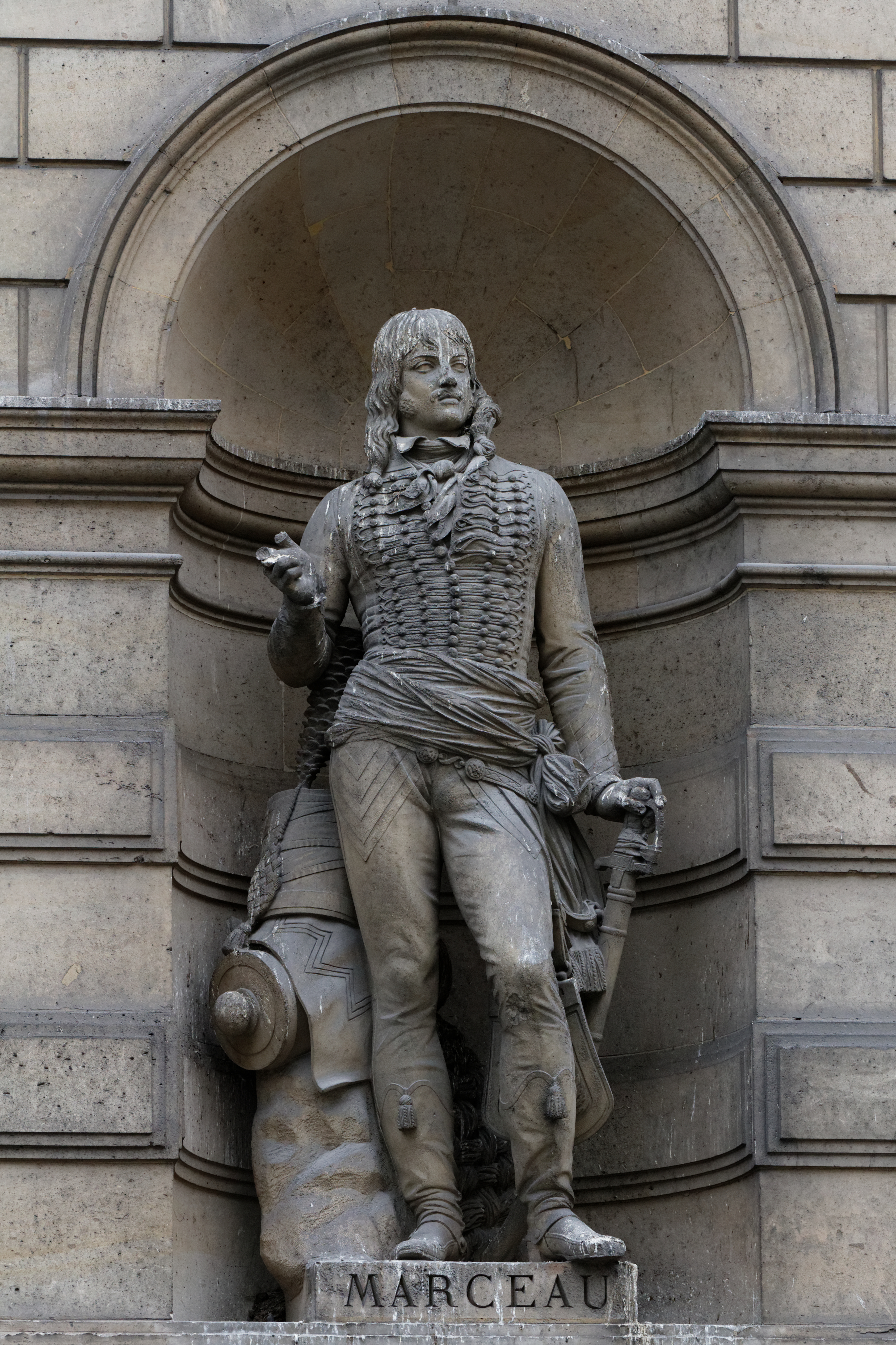
Generalul Marceau (1854), Paris, Palatul Luvru, Pavillon de Rohan.
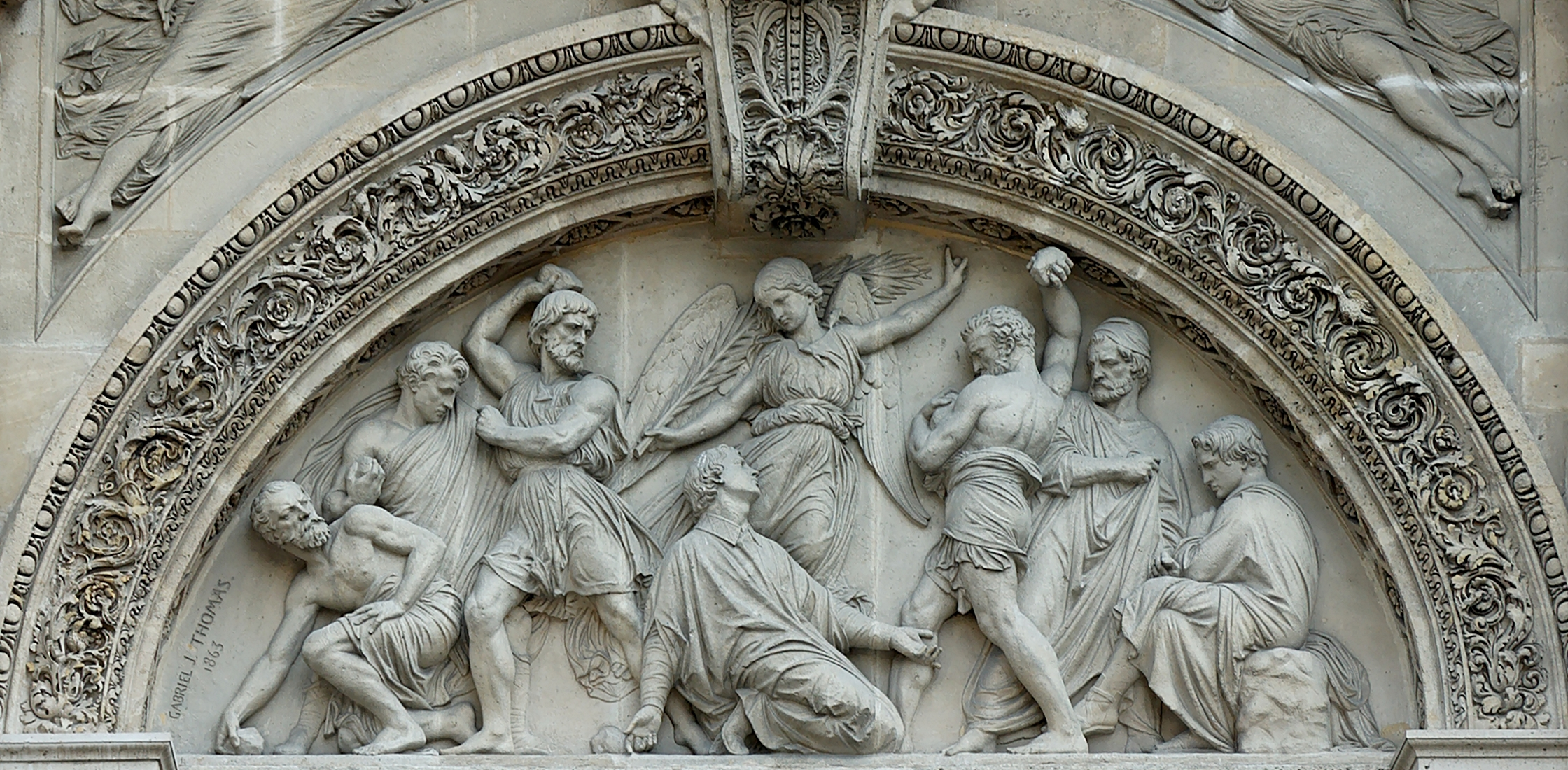
Lapidarea Sfântului Ștefan (1863), Paris, Biserica Saint-Étienne-du-Mont, portal.
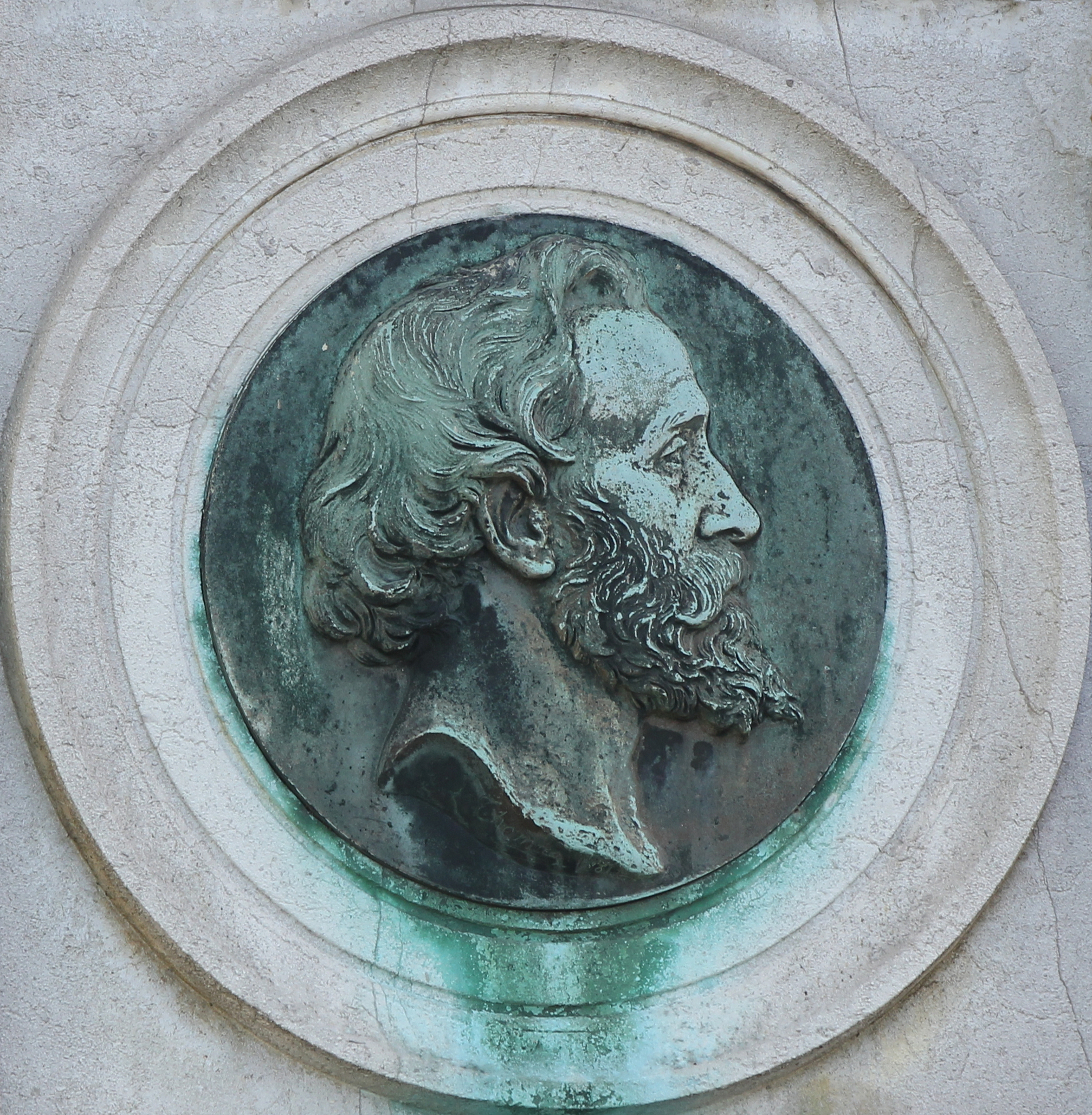
Hugues Merle (1881), Paris, Cimitirul Père-Lachaise.
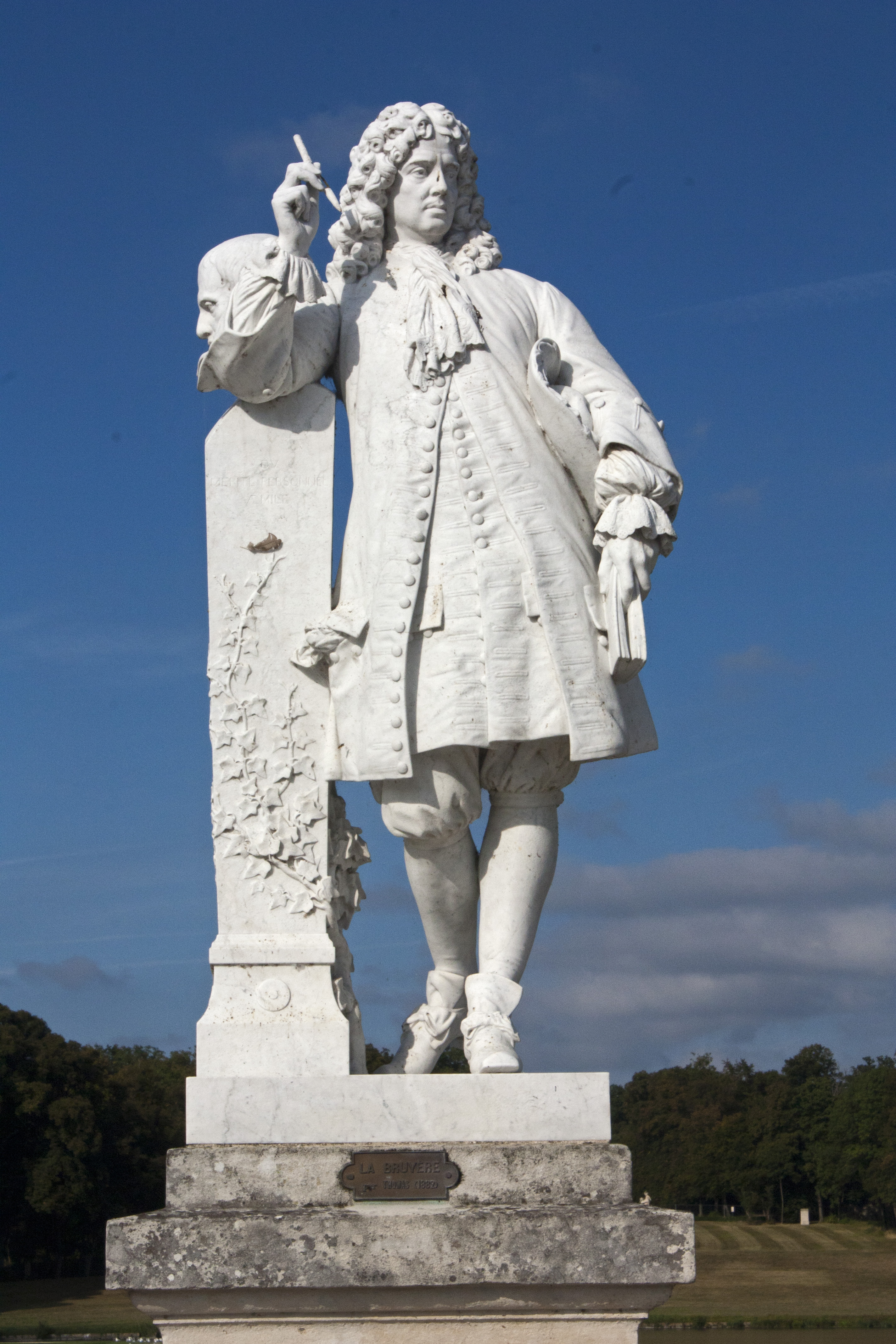
La Bruyère (1882), Chantilly, Parcul Castelului Chantilly.
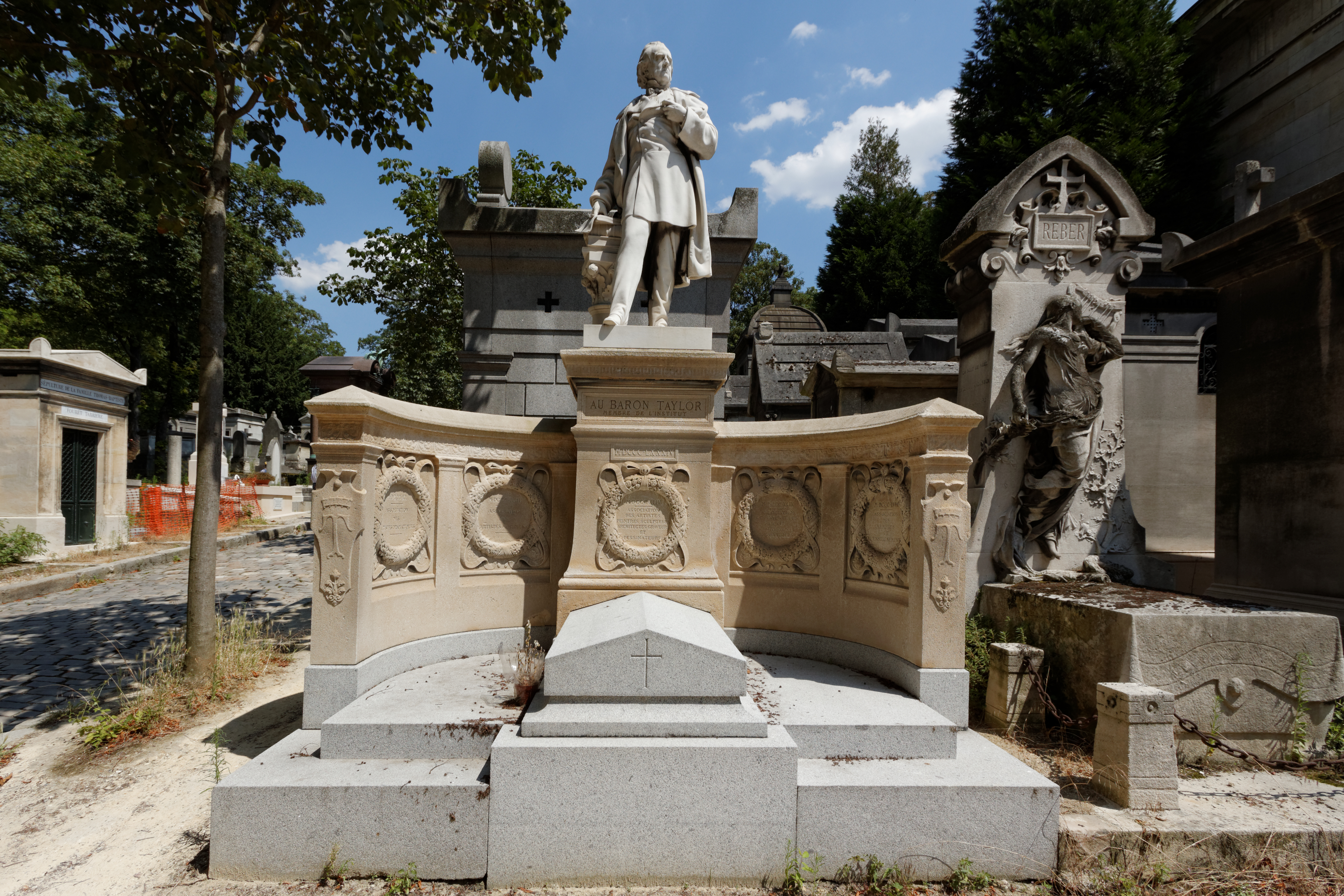
Monumentul baronului Taylor⁠(d) (1884), Paris, Cimitirul Père-Lachaise.
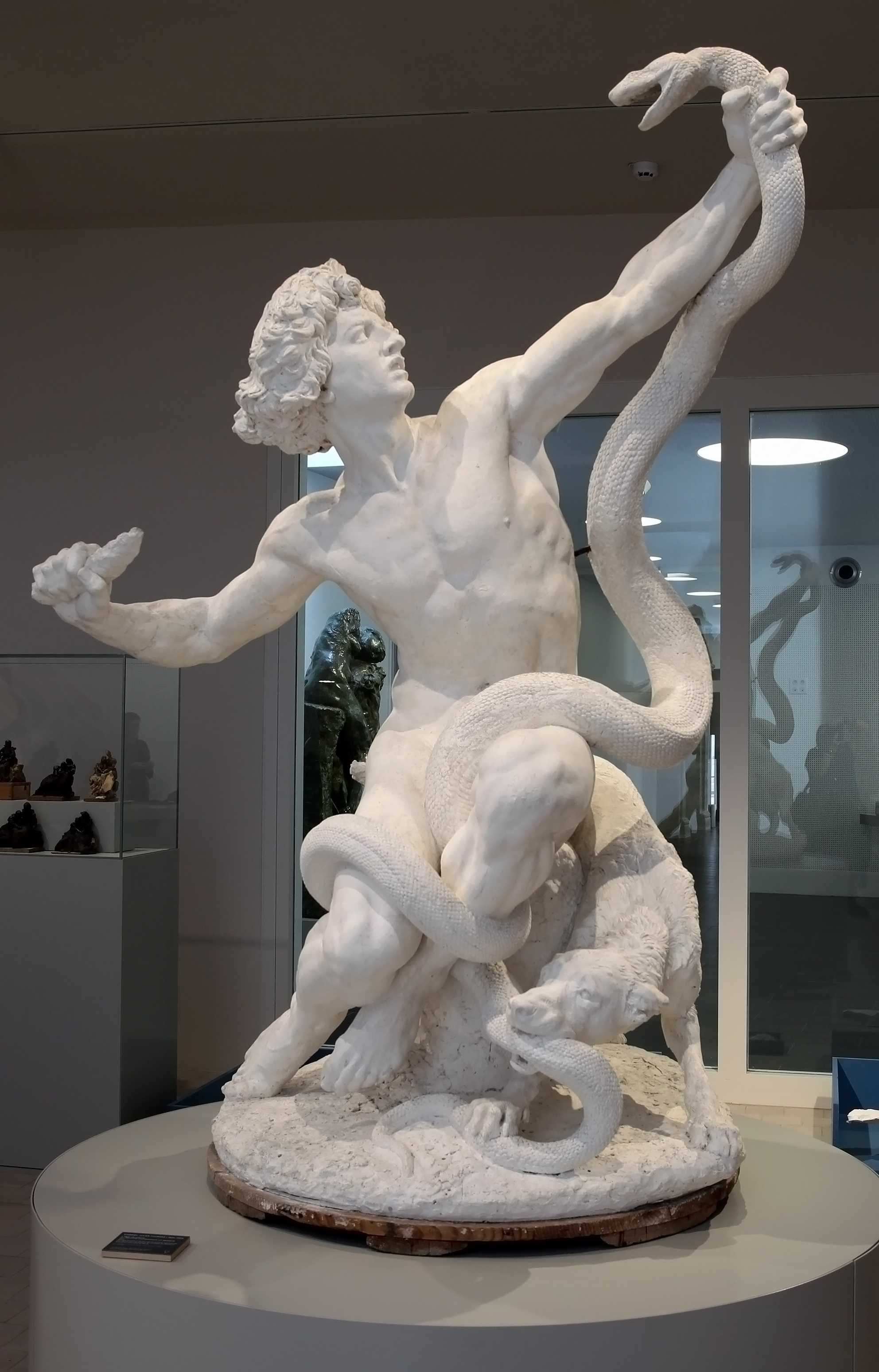
Vânător surprins de un șarpe (1893), Nogent-sur-Seine, Muzeul Camille-Claudel.
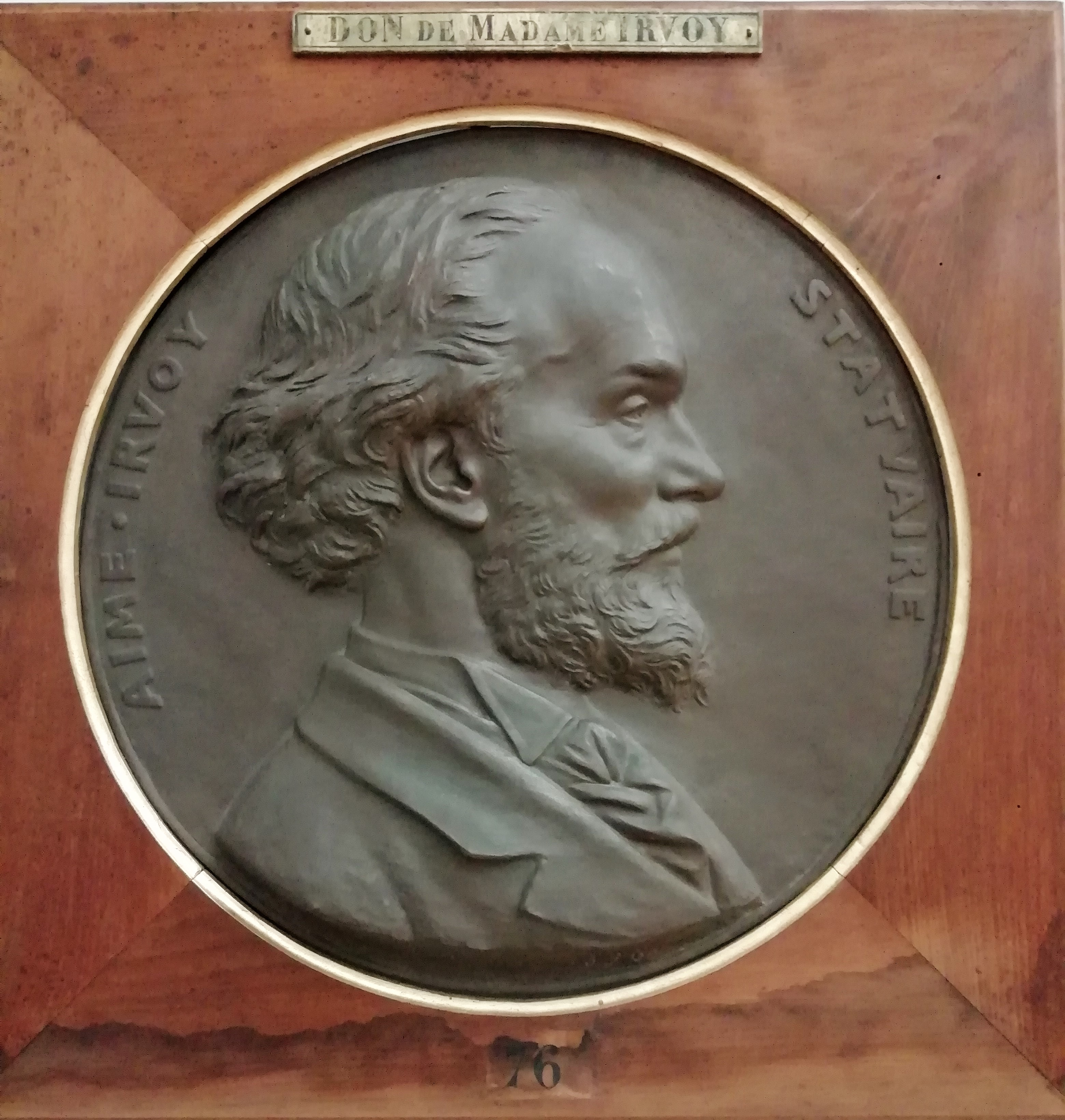
Aimé Irvoy⁠(d) (1898), Muzeul din Grenoble.